# 二氯化四(二甲基亚砜)合钌(II)
二氯化四(二甲基亚砜)合钌(II)是一种配位化合物，化学式为RuCl2(DMSO)4，其中，DMSO为二甲基亚砜的英文缩写。它存在顺式和反式两种构型，这两种构型都是已知的，但顺式构型（如右图）更为常见。顺式异构体为黄色固体，在空气中稳定，可溶于一部分有机溶剂。它是潜在的抗癌药物。

## 结构与制备
顺式异构体为DMSO配体连接异构。三个DMSO配体为S-键合，另一个为O-键合，对于两个Cl来说是顺式构型。反式异构体也是黄色的，但四个DMSO配体都是S-键合的。顺式可以通过热反应得到，而反式由顺式通过紫外线照射得到。
|                |                  |
| cis,fac-异构体 | trans,mer-异构体 |

这些配合物最初由三氯化钌的DMSO溶液在氢气气氛中加热得到。另一种不使用氢气的方法也得到了文献报道。

## 反应
顺式RuCl2(DMSO)4和乙酰丙酮、碳酸氢钠在乙醇中回流反应，经提纯后可以得到黄色的顺式二(乙酰丙酮)二(二甲基亚砜)合钌(II)（cis-Ru(DMSO)2(acac)2）。它和苯胺在常温下甲醇-氯仿（2:1）中反应，配位原子为氧的DMSO配体被取代，得到浅黄色的cis,fac-[RuCl2(DMSO)3(NH2C6H5)]；若在甲醇中回流反应，则配位原子为氧和硫的两个DMSO配体被取代，得到深黄色的trans,cis,cis-[RuCl2(DMSO)2(NH2C6H5)2]。

## 潜在应用
RuCl2(DMSO)4最初于20世纪80年代早期被认定为抗癌药。后期进一步的研究使得其它含DMSO的钌化合物得到了开发，其中一些进行了早期的临床试验。